# Trolejbusy Tatra
Konstrukcí trolejbusů se československá firma Tatra zabývala už v roce 1930, kdy zpracovala návrh třínápravového trolejbusu, a v roce 1937, kdy vznikl ideový návrh malého dvounápravového trolejbusu délky 6 metrů. U obou těchto návrhů se uvažovalo o využití karosérií tehdejších autobusů Tatra.
Prototyp prvního tatrováckého trolejbusu T 86 zahajoval (společně s vozy Škoda 1Tr a Praga TOT) trolejbusovou dopravu v Praze – první „moderní“ trolejbusový provoz na území dnešního Česka. Nejznámějším typem se ale stal vůz Tatra 400, který byl konkurenčním typem trolejbusu Škoda 8Tr z Ostrova. Později socialistické úřady konkurenci zakázaly, Škodu Ostrov v soutěži vybraly jako monopolního domácího výrobce a Tatře znemožnily další vývoj a výrobu.

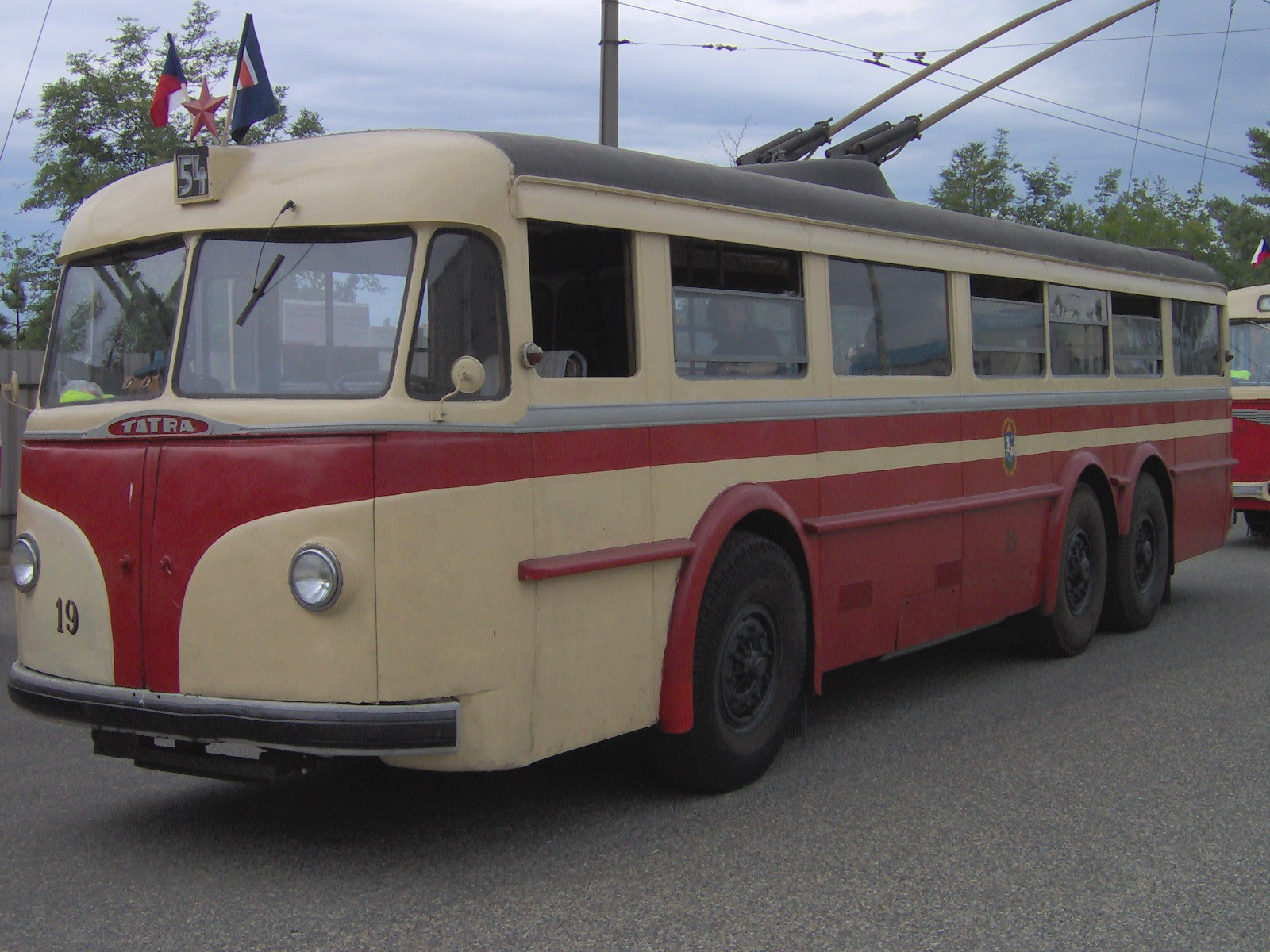
Historický trolejbus Tatra 400

| Typ       | Roky výroby | Počet vyrobených vozů | Poznámky |
| --------- | ----------- | --------------------- | -------- |
| Tatra 86  | 1936 – 1939 | 6 kusů                |          |
| Tatra 400 | 1948 – 1955 | 195 kusů              |          |
| Tatra 401 | 1958        | 1 kus                 |          |
| ∑         | 1936 – 1958 | 202 kusů              |          |